# Grand Prix automobile du Brésil 1979
Résultats du Grand Prix automobile du Brésil de Formule 1 1979 qui a eu lieu sur le circuit d'Interlagos à São Paulo le 4 février 1979.

## Classement
| Pos  | N° | Pilote                | Écurie             | Tours | Temps/Abandon      | Grille | Points |
| ---- | -- | --------------------- | ------------------ | ----- | ------------------ | ------ | ------ |
| 1    | 26 | Jacques Laffite       | Ligier-Ford        | 40    | 1 h 40 min 09 s 64 | 1      | 9      |
| 2    | 25 | Patrick Depailler     | Ligier-Ford        | 40    | +5 s 28            | 2      | 6      |
| 3    | 2  | Carlos Reutemann      | Lotus-Ford         | 40    | +44 s 14           | 3      | 4      |
| 4    | 3  | Didier Pironi         | Tyrrell-Ford       | 40    | +1 min 25 s 88     | 8      | 3      |
| 5    | 12 | Gilles Villeneuve     | Ferrari            | 39    | +1 tour            | 5      | 2      |
| 6    | 11 | Jody Scheckter        | Ferrari            | 39    | +1 tour            | 6      | 1      |
| 7    | 30 | Jochen Mass           | Arrows-Ford        | 39    | +1 tour            | 19     |        |
| 8    | 7  | John Watson           | McLaren-Ford       | 39    | +1 tour            | 14     |        |
| 9    | 29 | Riccardo Patrese      | Arrows-Ford        | 39    | +1 tour            | 16     |        |
| 10   | 15 | Jean-Pierre Jabouille | Renault            | 39    | +1 tour            | 7      |        |
| 11   | 14 | Emerson Fittipaldi    | Fittipaldi-Ford    | 39    | +1 tour            | 9      |        |
| 12   | 18 | Elio De Angelis       | Shadow-Ford        | 39    | +1 tour            | 20     |        |
| 13   | 22 | Derek Daly            | Ensign-Ford        | 39    | +1 tour            | 23     |        |
| 14   | 17 | Jan Lammers           | Shadow-Ford        | 39    | +1 tour            | 21     |        |
| 15   | 28 | Clay Regazzoni        | Williams-Ford      | 38    | +2 tours           | 17     |        |
| Abd. | 27 | Alan Jones            | Williams-Ford      | 33    | Alimentation       | 13     |        |
| Abd. | 9  | Hans-Joachim Stuck    | ATS-Ford           | 31    | Direction          | 24     |        |
| Abd. | 16 | René Arnoux           | Renault            | 28    | Sortie de piste    | 11     |        |
| Abd. | 20 | James Hunt            | Wolf-Ford          | 7     | Direction          | 10     |        |
| Abd. | 8  | Patrick Tambay        | McLaren-Ford       | 7     | Collision          | 18     |        |
| Abd. | 5  | Niki Lauda            | Brabham-Alfa Romeo | 5     | Boîte de vitesses  | 12     |        |
| Abd. | 6  | Nelson Piquet         | Brabham-Alfa Romeo | 5     | Accident           | 22     |        |
| Abd. | 1  | Mario Andretti        | Lotus-Ford         | 2     | Fuite d'essence    | 4      |        |
| Abd. | 4  | Jean-Pierre Jarier    | Tyrrell-Ford       | 0     | Panne électrique   | 15     |        |
| Nq.  | 31 | Héctor Rebaque        | Lotus-Ford         |       | Non qualifié       |        |        |
| Nq.  | 24 | Arturo Merzario       | Merzario-Ford      |       | Non qualifié       |        |        |

Légende :
- Abd.=Abandon

## Pole position et record du tour
- Pole position : Jacques Laffite en 2 min 23 s 07 (vitesse moyenne : 198,130 km/h).
- Tour le plus rapide : Jacques Laffite en 2 min 28 s 76 au 23e tour (vitesse moyenne : 190,551 km/h).

## Tours en tête
- Jacques Laffite : 40 (1-40)

## À noter
- 3e victoire pour Jacques Laffite. Il réalise à cette occasion le seul chelem de sa carrière (pole position, record du tour, victoire et course menée de bout en bout).
- 3e victoire pour Ligier en tant que constructeur.
- 119e victoire pour Ford Cosworth en tant que motoriste.